# Fritz Haber
Fritz Haber (Breslávia, 9 de dezembro de 1868 — Basileia, 29 de janeiro de 1934) foi um químico alemão, laureado com o Nobel de Química de 1918, pela descoberta da síntese do amoníaco, importante para fertilizantes e explosivos. Estima-se que a produção de alimentos para metade da população mundial atual depende deste método para a produção de fertilizantes. Haber, juntamente com Max Born, propôs o Ciclo de Born-Haber, como um método para avaliar a energia reticular de um sólido iónico. É também descrito como o "pai da guerra química", por seu trabalho no desenvolvimento e implantação de cloro e outros gases tóxicos durante a Primeira Guerra Mundial.

## Vida e obra
Fritz Haber nasceu em Breslávia (atual Polónia), numa família judaica de língua alemã. Converteu-se ao protestantismo em 1893. Foi padrinho do historiador Fritz Stern, também nascido em Breslau em uma família judaica.
De 1886 a 1891 estudou na Universidade de Heidelberg com Robert Bunsen, na Universidade de Berlim no grupo de August Wilhelm von Hofmann, e no Colégio Técnico de Charlottenburg (atualmente Universidade Técnica de Berlim) com Carl Theodore Liebermann. Casou em 1901 com Clara Immerwahr. Antes de iniciar sua carreira acadêmica trabalhou com seu pai como químico e no Instituto Federal de Tecnologia de Zurique com Georg Lunge.
Foi professor do Instituto de Tecnologia Química da Universidade de Karlsruhe entre 1894 e 1911. Foi o inventor, nesta época, juntamente com Carl Bosch, do processo Haber-Bosch que é a reação do nitrogênio com o hidrogênio para a produção do amoníaco (a síntese do amoníaco) sob elevadas condições de temperatura e pressão. A partir da oxidação do amoníaco, em presença de catalisador, é obtido o ácido nítrico.

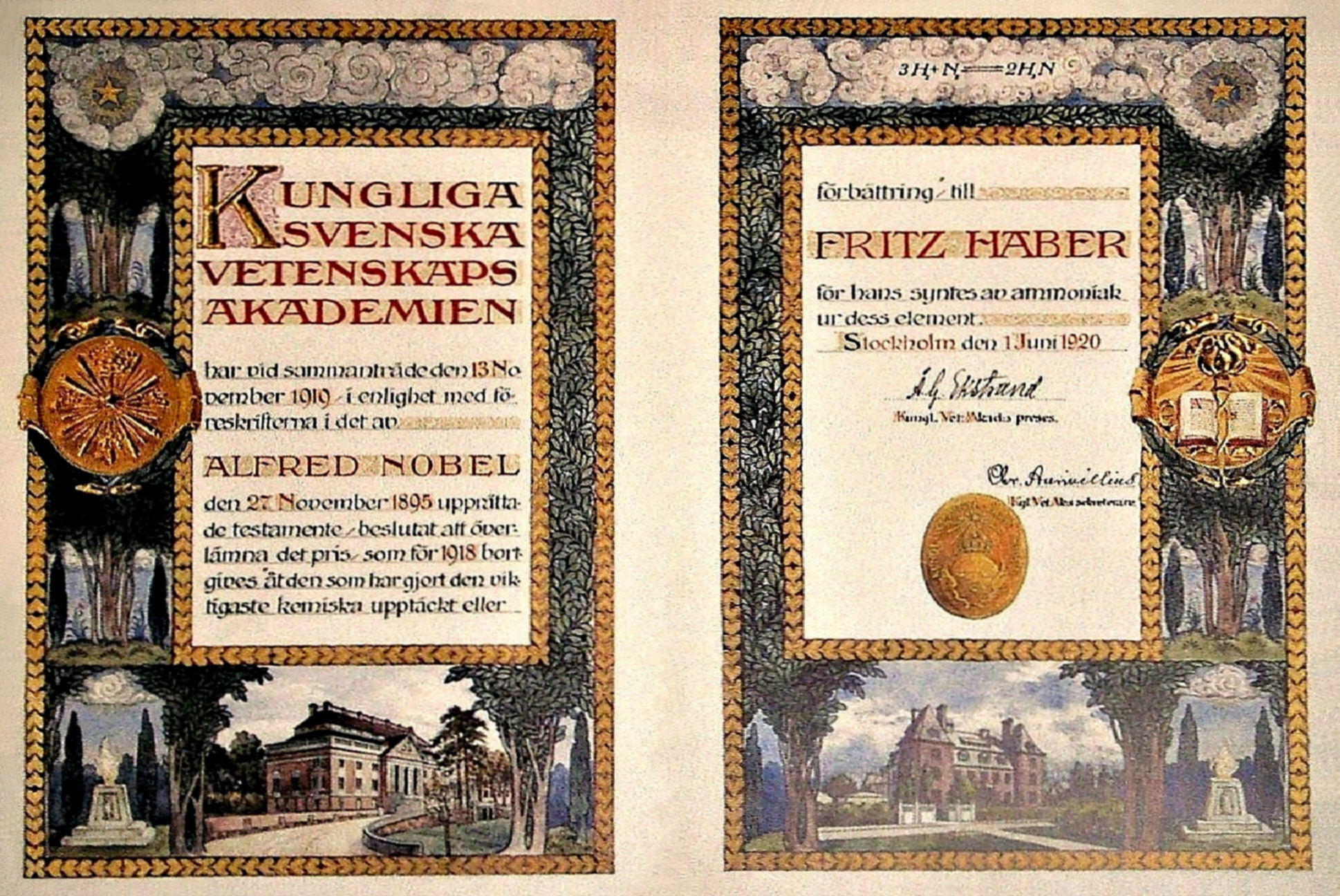
Certificado do Prêmio Nobel

Foi condecorado com o Nobel de Química de 1918 por este trabalho. A descoberta do processo Haber-Bosch foi um importante feito para a indústria química, possibilitando a produção de produtos químicos nitrogenados como fertilizantes, explosivos e outras matérias primas independentemente da utilização de depósitos naturais, especialmente do nitrato de sódio, do qual o Chile era o maior produtor.
Também investigou ativamente as reações de combustão, a separação do ouro da água, os efeitos da absorção e a eletroquímica. Grande parte do seu trabalho de 1911 a 1933 foi realizado no Instituto de Física e Eletroquímica em Berlim-Dahlem.
Organizou o departamento de guerra química do Ministério da Guerra da Alemanha, responsável pelo uso de certos gases durante a Primeira Guerra Mundial (entre os anos de 1915 e 1917). Entre eles usou o gás cloro e gás mostarda, sendo o primeiro utilizado numa investida na cidade de Ypres da Bélgica que deixou cerca de 5 000 mortos entre ingleses, franceses e alemães.
Após essa investida, que foi considerada bem-sucedida pelas autoridades alemães, Haber foi por decreto promovido a capitão. Poucas horas após receber a promoção sua mulher Clara, que se oponha aos usos letais de seus conhecimentos a favor da guerra, se suicidou com uma pistola.
Foi senador da Sociedade Kaiser Wilhelm, de 1922 a 1933.
Em 1932 recebeu a Medalha Rumford da Royal Society de Londres.

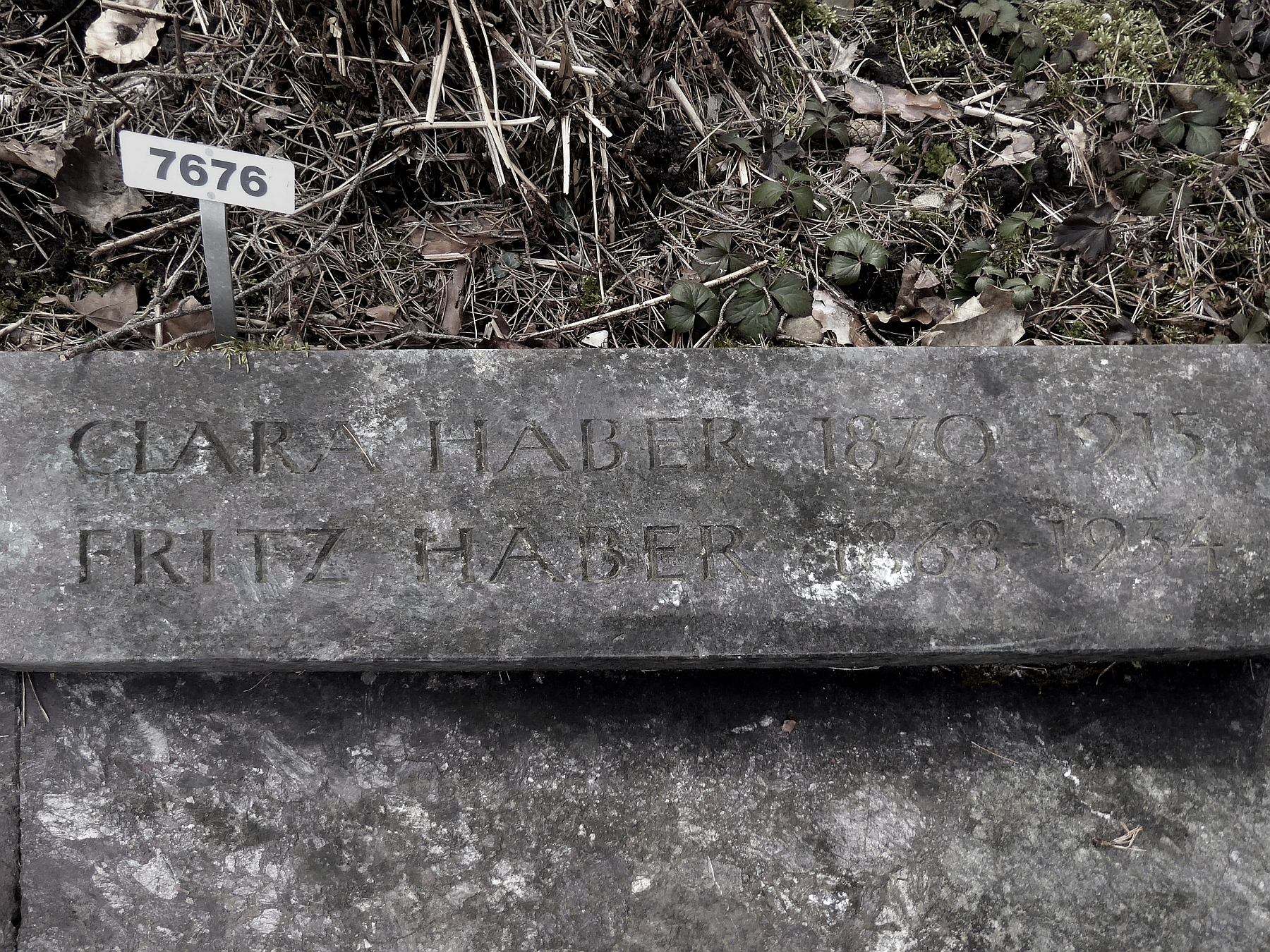
Sepultura no Friedhof am Hörnli, Basileia

Em 1934, com a chegada ao poder de Adolf Hitler, por ser judeu, foi obrigado a abandonar a Alemanha. Dirigiu-se à Inglaterra, onde foi convidado para a Universidade de Cambridge. Entre suas últimas criações junto a sua equipe foi o inseticida Zyklon e suas variações.
Sua principal obra foi Thermodynamik technische Gasreaktionen, escrito em 1905.
Faleceu em 29 de janeiro de 1934 na Suíça, durante uma estadia em Basileia, após doença súbita.

## Publicações
- Grundriss der technischen Elektrochemie auf theoretischer Grundlage. R. Oldenburg, Munique 1898.
- Thermodynamik technischer Gasreaktionen. R. Oldenbourg, Munique 1905.
- com E. Ramm, N. Caro: Aus Luft durch Kohle zum Stickstoffdünger, zu Brot und reichlicher Nahrung. R. Oldenburg, Munique 1920.
- Fünf Vorträge aus den Jahren 1920–1923. J. Springer, Berlim 1924. urn:nbn:de:urmel-69458e90-bcd0-4480-9e11-56f2d6f6c5760
- Aus Leben und Beruf. Aufsätze, Reden, Vorträge. J. Springer, Berlim 1927.